# Callitris verrucosa
Callitris verrucosa là một loài thực vật hạt trần trong họ Cupressaceae. Loài này được A.Cunn. ex Endl. R.Br. ex Mirb. mô tả khoa học đầu tiên năm 1825.